# Leiobunum politum
Leiobunum politum – gatunek kosarza z podrzędu Eupnoi i rodziny Sclerosomatidae.

## Opis
Średniej wielkości kosarz. Ciało samca ma od 2,5 do 4,5 mm długości i posiada grzbiet oraz krętarze ubarwione czerwonawo brązowo. Pozostałe segmenty nóg oraz wzgórek oczny ciemne. Strona brzuszna jaśniejsza. Samica posiada bardziej złożony wzór na stronie grzbietowej, zawierający plamę środkową zaczynającą się na początku karapaksu i ciągnącą przez część odwłoka.

## Biotop
Kosarz ten preferuje tereny zalesione, gdzie bytuje na ściółce, pniakach, roślinach zielnych i krzewach.

## Podgatunki
Wyróżniono dwa podgatunki:
- Leiobunum politum magnum Weed, 1893
- Leiobunum politum politum

## Występowanie
Gatunek występuje we wschodnich Stanach Zjednoczonych oraz Kanadzie.